# Cuzco
Cuzco nebo Cusco (kečuánsky Qusqu či Qosqo) je město na jihu Peru v Andách v nadmořské výšce přes 3300 m. V předkolumbovském období bylo centrem Incké říše a dodnes bývá označováno za historické hlavní město Peru. Cuzco je jedním z nejvýznamnějších peruánských turistických cílů, od roku 1983 figuruje historické centrum města na seznamu světového kulturního dědictví UNESCO.  Žije zde přibližně 428 tisíc obyvatel.

## Etymologie názvu
Pravopis „Cuzco“ respektuje výslovnost hlásky psané ‹z› ve španělštině 16. století, dorsální [s]. Ve Španělsku se hláska [s], psaná ‹c›, ‹z›, změnila na interdentální [θ]; naopak výslovnost apikální hlásky [ş], psané ‹s›, zde zůstala zachována. Naopak v Americe se zachovala výslovnost hlásky [s], psané ‹c›, ‹z›, a apikální hláska [ş] se změnila na dorsální [s] (obě původní hlásky v Americe splynuly v [s], psané ‹c›, ‹z› nebo ‹s›). Pravopis Cuzco tedy odpovídá výslovnosti v 16. století i současné americké výslovnosti. Důvody pro změnu pravopisu, protože kečuánština neměla interdentální [θ], jsou tedy neopodstatněné. V češtině by se měl používat pravopis Cuzco, jak je uvedeno v Pravidlech českého pravopisu.

## Historie

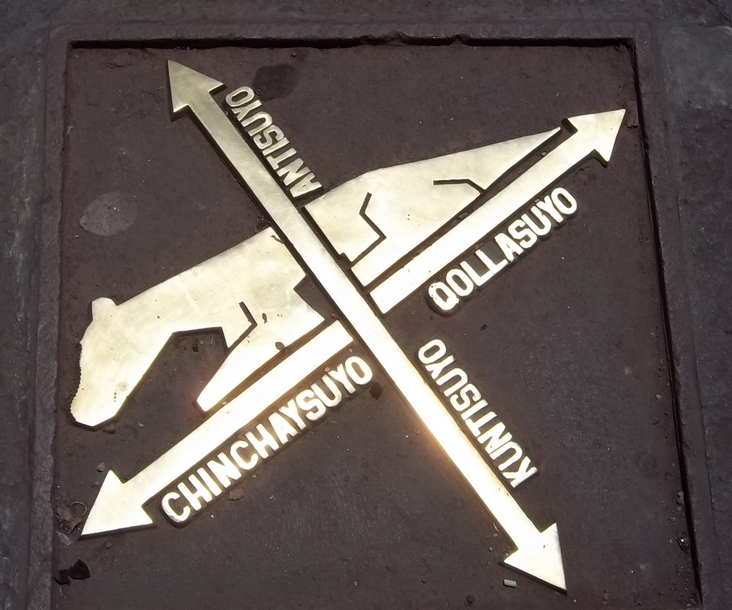
Znázornění čtyř částí Incké říše (Tahuantinsuyu), jež dělily i Cuzco, hlavní město v podobě pumy

Cuzco bylo v období 13. století – 1532 hlavní město incké říše. Inkové Cuzco přirovnávali k pumě, kterou uctívali jako posvátné zvíře. Město chápali jako tělo zvířete a pevnost Sacsayhuamán jako jeho hlavu. Město se dělilo se na dva sektory: Urin a Chanan, a bylo dále administrativně rozděleno na čtyři čtvrti tak, že hranice čtyř regionů impéria (tzv. suyo n. suyu, s názvy Chinchaysuyo, Antisuyo, Kuntisuyo a Qollasuyo) se sbíhaly na hlavním náměsí Cuzca. Z každé z těchto čtvrtí pak vedla komunikace do odpovídajícího regionu říše. Každý místní vůdce byl povinen postavit dům ve městě a každoročně žít v Cuzcu čtvrt roku, který odpovídal části říše, v níž měl území. Když Inca zemřel, jeho titul přešel na jednoho syna a jeho majetek byl dán společnosti řízené jeho dalšími příbuznými.

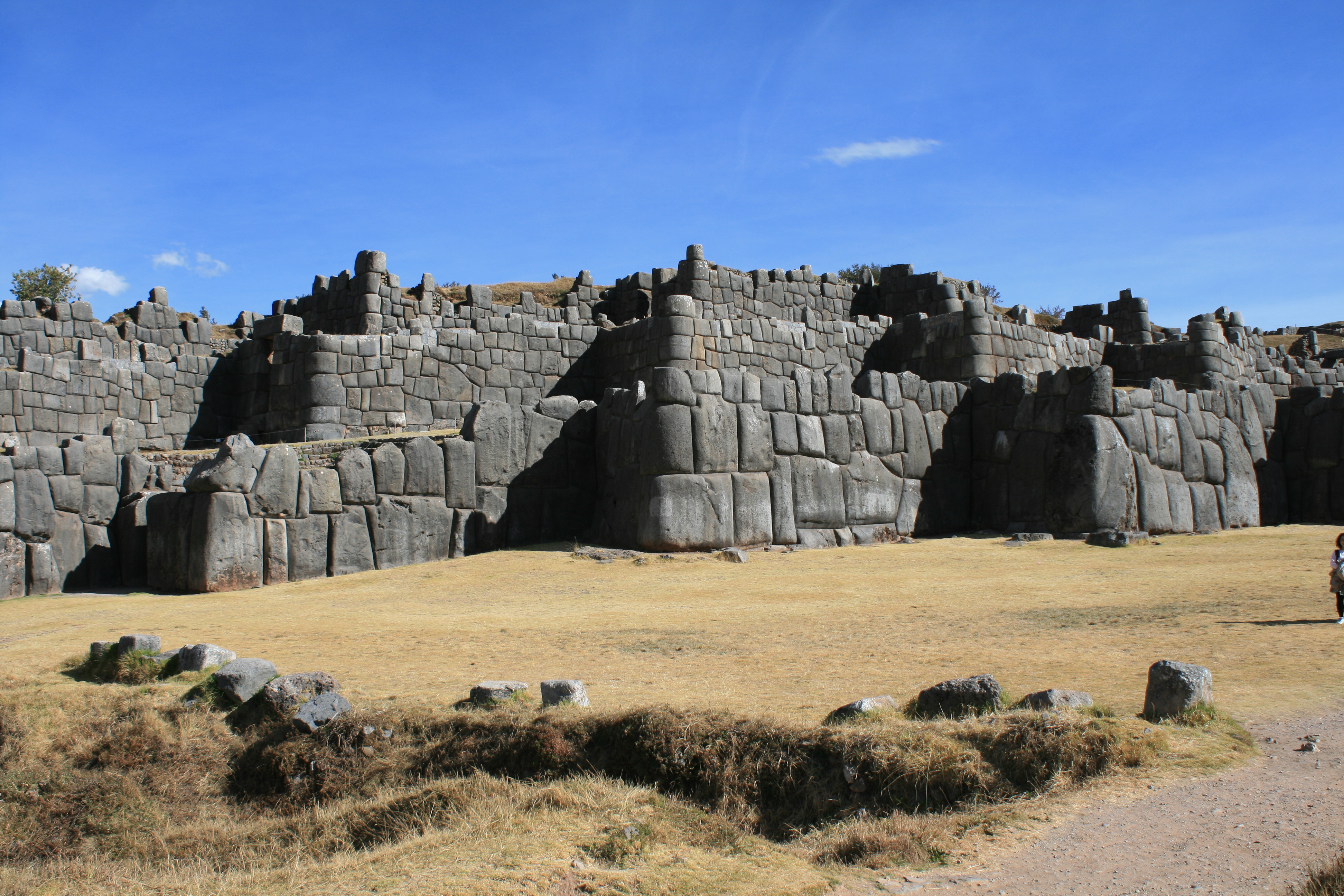
Pozůstatky mohutných hradeb pevnosti Sacsayhuamán

Sacsayhuamán je bývalá incká pevnost, která střežila město. Roku 1536 se stala základnou povstání Manco Cápaca II. proti Španělům, kdy byli conquistadoři málem poraženi. Pevnost byla Španěly pobořena a domorodému obyvatelstvu sloužila jako zdroj kamene na stavbu domů. Do dnešních dnů se zachovaly tři obrovské obranné klikaté hradby a několik základů různých staveb. O velikosti areálu svědčí i to, že poskytoval zázemí a úkryt pro 5 000 bojovníků.
Podle incké legendy postavil město Sapa Inca Pachacuti, muž, který přeměnil Cuzco z ospalého městského státu na obrovskou říši Tahuantinsuyu. Archeologické důkazy však poukazují na pomalejší, organický růst města již před vládou Pachacutiho. Město bylo stavěno podle určitého plánu a dvě řeky byly směrovány kolem něj. Někteří archeologové, jako např. Larry Coben, tvrdí, že plán města byl použit i na jiných místech po celé říši. Po rozdělení říše, po smrti Huayna Capaca v roce 1527, bylo město sídlem inky Huáscara. V dubnu 1532, v bitvě Quipaipanu, obsadil město jeho nevlastní bratr Atahualpa. O devatenáct měsíců později napadli město španělští dobyvatelé. Příchod španělských conquistadorů v čele s Franciscem Pizarrem (1533) byl pro incké Cuzco zkázou. Stalo se obětí nepředstavitelného vandalství. Hlavní centrum Peru se poté přesunulo do v té době stavěné Limy.

### Cuzco po španělské invazi
První Španělé přijeli do města 15. listopadu 1533. Francisco Pizarro, který oficiálně přijel do Cuzca dne 23. března 1534, toto město nazval „Velmi ušlechtilé a velké město Cuzco“. Styl mnoha budov postavených po hispánské invazi, včetně čtvrtí Santa Clara a San Blas, se vyznačuje směsicí španělského vlivu s původní inckou architekturou. Španělská invaze zničila mnoho inckých budov, chrámů a paláců. Španělé používali zbývající zdi jako východiska pro výstavbu nového města. Stejně jako bylo incké město vystavěno na ruinách budov kultury Killke, byly španělské budovy postaveny na ruinách inckých staveb.

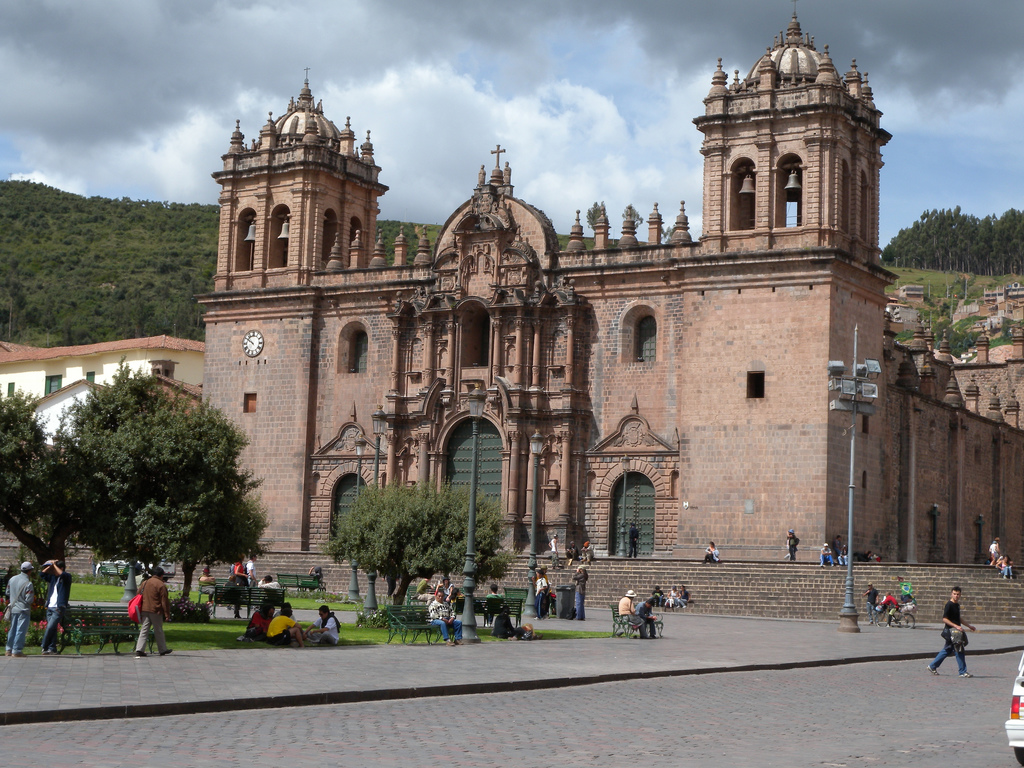
Katedrála Nanebevzetí Panny Marie v Cuzcu

Cuzco se stalo centrem pro španělskou kolonizaci a šíření křesťanství v andském regionu. Město se stalo velmi prosperujícím díky zemědělství, chovu dobytka a hornictví, stejně jako obchodu se Španělskem. Španělští kolonialisté vybudovali mnoho kostelů a klášterů, stejně jako katedrály a univerzity a zřídili arcibiskupství.
I po skončení peruánské války za nezávislost (1821) si Cuzco zachovalo postavení významného města v rámci nově nezávislého peruánského státu. Byl vytvořen departement Cuzco, který sahal až k brazilským hranicím. V roce 1911 bylo město výchozím bodem expedice Hirama Binghama, při které byly objeveny ruiny Machu Picchu. Roku 1950 městem otřáslo zemětřesení, které způsobilo zničení více než jedné třetiny budov ve městě.

## Pamětihodnosti
v centru města
- Plaza de Armas
- katedrála Nanebevzetí Panny Marie
- Coricancha – incký chrám, později dominikánský klášter
- Jezuitský kostel
- Claustro de la Merced
- kostel sv. Františka
- kostel sv. Kláry
- tržiště San Pedro
- Cristo Blanco – socha Ježíše nad městem

v okolí
- Quenco
- pevnost Puca Pucara
- pevnost Sacsayhuamán
- lázně Tambomachay
- Posvátné údolí
- Pisac

## Partnerská města
- Athény, Řecko
- Betlém, Palestina
- Chartres, Francie
- Copán, Honduras
- Cuenca, Ekvádor
- Havana, Kuba
- Jeruzalém, Izrael
- Kesong, Severní Korea
- Krakov, Polsko
- Kjóto, Japonsko
- La Paz, Bolívie
- Ciudad de México, Mexiko
- Moskva, Rusko
- Potosí, Bolívie
- Rio de Janeiro, Brazílie
- Samarkand, Uzbekistán
- Santa Barbara, Spojené státy americké
- Si-an, Čína